# اندیس باریت وندر
باریت وندر یک اندیس غیرفلزی است که در  استان قزوین قرار دارد و مادهٔ معدنی موجود در آن، باریت است.سنگ میزبان این اندیس سنگهای آذرآواری است و دیرینگی آن به دوران ائو- سازند کرج می‌رسد. در این اندیس، پاراژنز‌های گالن - مالاکیت یافت می‌شوند.